# Ethnologisches Museum (Berlin)
Das Ethnologische Museum der Staatlichen Museen zu Berlin hat seinen Sitz im Humboldt Forum im Berliner Schloss. Gegründet 1873 als Königliches Museum für Völkerkunde, umfasst es ca. 500.000 Objekte aus Afrika, Amerika, Asien und Australien sowie etwa ebenso viele Ton-, Bild-, Film- und Schriftdokumente. Die Sammlung des Ethnologischen Museums gehört zu den bedeutendsten ihrer Art.

## Geschichte

### Vorgeschichte

Adolf Bastian, erster Direktor des Museums

Die Wurzeln des Ethnologischen Museums reichen bis in das 17. Jahrhundert zurück, da die ersten ethnografischen Objekte sich bereits in der brandenburgisch-preußischen Kunstkammer des Großen Kurfürsten im Berliner Schloss befanden. So gelangten über Handelsbeziehungen etwa mit der Holländischen Ostindien-Compagnie ab 1671 Waffen, Geräte und Kleidungsstücke aus Ceylon, den Molukken und Japan, chinesisches Porzellan, Manuskripte aus Indien und Objekte aus Afrika nach Berlin.
Nachdem der Prediger und Bibliothekar Jean Henry (1761–1831) erst zum Aufseher und dann zum Direktor der königlichen Antiken-, Münz- und Kunstkammer ernannt worden war, wurden die Bestände ab 1794 erstmals systematisch geordnet. Er erweiterte zudem die Sammlung um weitere Objekte. So kaufte Henry 1802 etwa Objekte aus Tahiti, 1803 Waffen aus dem Orient und 1806 Bronzen aus Indien. Zudem fertigte er 1805 ein Inventar der Kunstkammer an. In der Kunst- und Raritätenkammer bildeten die außereuropäischen Objekte eine eigene Sammlung, die bereits seit 1798 in einem separaten Raum untergebracht war. 1819 gelang es Jean Henry, auf einer Auktion in London Teile der Sammlung des Entdeckungsreisenden James Cook zu ersteigern. Er erwarb zudem Objekte, die von den preußischen Handelsschiffen Prinzess Louise und Mentor ab 1822 nach Berlin gebracht wurden. Eines der herausragenden Stücke, die so in die Sammlung gelangten, war der Federmantel, den Kamehameha III., König von Hawaii, als Geschenk für König Friedrich Wilhelm III. dem Kapitän der Prinzess Louise überreichte, und der 1828 aufgenommen werden konnte.
Im Jahr 1829 löste Leopold Freiherr von Ledebur, ein ehemaliger Hauptmann und Historiker, Jean Henry als Direktor der Kunstkammer ab. Unter seiner Leitung wuchs die Sammlung der ethnologischen Objekte weiter, da er unter anderem ganze Sammlungen erwarb. Dabei wurde Ledebur vom Generaldirektor der königlichen Sammlungen, Ignaz von Olfers, unterstützt, der Gesandter in Brasilien gewesen war und deshalb gegenüber der Ethnologie aufgeschlossen war. 1844 erschien der Führer Leitfaden für die Königliche Kunstkammer und das Ethnographische Cabinet, in dem Ledebur die Ethnographische Sammlung als eigenständige Abteilung der königlichen Museen unter Leitung des Directorial-Assistenten Hofrat F. Förster führte. Förster verfasste in diesem Führer auch das Kapitel über die ethnologische Sammlung.
Nachdem ab 1830 bereits die Gemälde und Skulpturen aus der Kunstkammer ausgegliedert und im neugebauten Alten Museum präsentiert wurden, befand sich das Konzept der Kunstkammer im Auslaufen, da es den wachsenden Sammlungen und deren zunehmender wissenschaftlichen Betrachtung nicht mehr gerecht wurde. Deshalb wurde zwischen 1843 und 1859 das Neue Museum errichtet, in dessen Untergeschoss die ethnologische Sammlung neben den ägyptischen und prähistorischen Sammlungen gezeigt wurde. Bereits 1856 war die Sammlung in das Neue Museum umgezogen. Die drei Räume mit insgesamt 750 m², in denen sie gezeigt wurde, wurden in einem Führer 1865 bereits als „Ethnographisches Museum“ bezeichnet. Diese Etablierung als eigenständiger Teil der Königlichen Museen von Berlin ist im eigentlichen Sinne die Gründung des Ethnologischen Museums, wenn auch noch kein eigener Direktor berufen wurde. 1861 umfasste die Sammlung 5192 Objekte.
Im Jahr 1869 wurde Adolf Bastian, der als Schiffsarzt weit gereist war, Directorial-Assistent der Ethnographischen Sammlung. Er baute die Bestände weiter aus und setzte sich für ein eigenes Museumsgebäude ein. Bastian beförderte auch das akademische Fach der Ethnologie in Berlin und gründete zusammen mit Rudolf Virchow und weiteren Gelehrten 1869 die Berliner Gesellschaft für Anthropologie, Ethnologie und Urgeschichte.

### Gründung des Museums und Aufbau der Sammlung

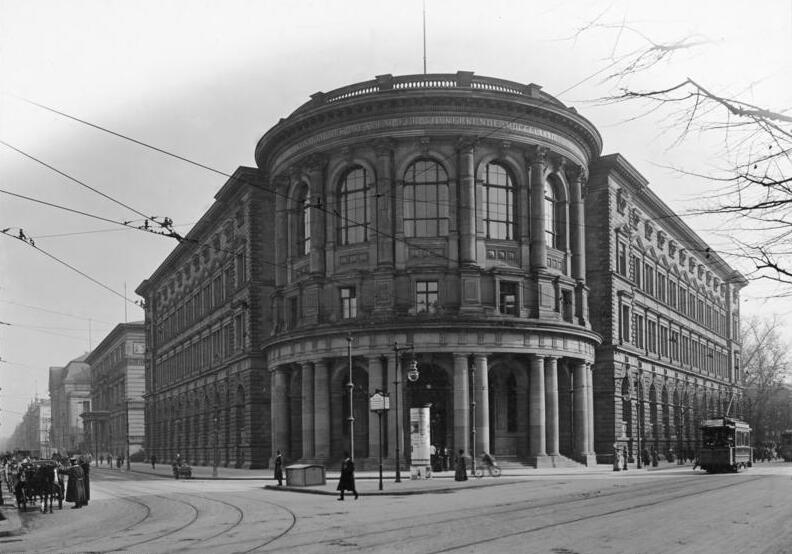
Königliches Museum für Völkerkunde in Berlin-Kreuzberg, 1900

Der Beschluss zur Gründung eines selbstständigen ethnologischen und anthropologischen Museums in Berlin durch Kaiser Wilhelm I. fiel im Jahr 1873 auf Antrag der Berliner Gesellschaft für Anthropologie, Ethnologie und Urgeschichte. Der Grundstein für das eigene Museumsgebäude an der Königgrätzer Straße 120 (heute: Stresemannstraße) Ecke Prinz-Albrecht-Straße (heute: Niederkirchnerstraße) in Berlin-Kreuzberg konnte aber erst 1880 gelegt werden. Es war vom Berliner Hochschulprofessor Hermann Ende entworfen worden. Die Bauarbeiten für den monumentalen Prachtbau dauerten sechs Jahre, bis 1886 das „Königliche Museum für Völkerkunde“ eröffnet wurde, das neben der ethnologischen auch die prähistorischen und anthropologischen Sammlungen und die Geschäftsräume der Berliner Gesellschaft für Völkerkunde beherbergte. Das Gebäude war aber mehr auf Repräsentation ausgelegt als ein adäquater Ort für die Präsentation der Sammlung. Er war bereits bei der Eröffnung zu klein, um die 1880 bereits 40.000 ethnologischen Objekte vollständig zu beherbergen.
Adolf Bastian wurde 1876 zum Direktor des dreiteiligen Museumskomplexes ernannt. Er entwickelte das Konzept des Museums weiter, sodass sich der Stellenwert der Objekte von Kuriositäten zu Dokumenten der Kulturen außerhalb Europas veränderte. Unter Bastians Leitung setzte die organisierte Sammeltätigkeit ein, die zum Ziel hatte, die Kulturen außereuropäischer Völker so vollständig wie möglich zu dokumentieren. Die Arbeitsmethode Adolf Bastians war die komparativ-genetische, die eine möglichst große Zahl von Vergleichsobjekten benötigte. Aus ihrer Reihung wollte er gemeinsame Ursprünge ableiten und eine naturgesetzliche und historische Perspektive in die Darstellung der menschlichen Entwicklung einbringen. Dies führte zu einem Fokus auf schriftlose, als geschichtslos und unzivilisiert verstandene Völker und auch dazu, dass etwa europäische Objekte, die sich auch in der Sammlung befanden, nicht ausgestellt wurden. Dies wiederum führte 1889 zur Gründung des Museums für deutsche Trachten und Erzeugnisse des Hausgewerbes, der Vorgängerinstitution des Museum Europäischer Kulturen, durch Virchow, in dem dieser versuchte, die im Zuge der Industrialisierung im Verschwinden begriffenen bäuerlich-ländlichen Sachgüter aus Deutschland zu bewahren. Im Völkerkundemuseum selbst entstand noch vor dem Ersten Weltkrieg ein veritabler Rundgang durch die vergangenen Hochzivilisationen der Welt, darunter auch ein Schwerpunkt zu Asien mit Indien, Indonesien bis China. Wenig bekannt ist bis heute, dass das Völkerkundemuseum zu dieser Zeit – in nachweislicher Konkurrenz zu ähnlichen Sammlungsinitiativen in Frankreich – auch die größte Gipsabguss-Sammlung der berühmten Bas-Reliefs des kambodschanischen Tempels von Angkor Wat ausstellte.
Die Sammlungsreisen wurden ab 1881 von dem neugegründeten Hilfscomité für Vermehrung der Ethnologischen Sammlungen unterstützt. Ziel war es die fremden Kulturen, die vom Aussterben bedroht waren, so umfassend wie möglich zu dokumentieren. Dieser Zweck zeigte sich auch in der Konzeption des Museums, das ein Ort zur Aufbewahrung und wissenschaftlichen Erschließung der Sammlung war und keine didaktisch aufbereitete Präsentation für die Besucher bot.

### Entwicklung nach Dahlem

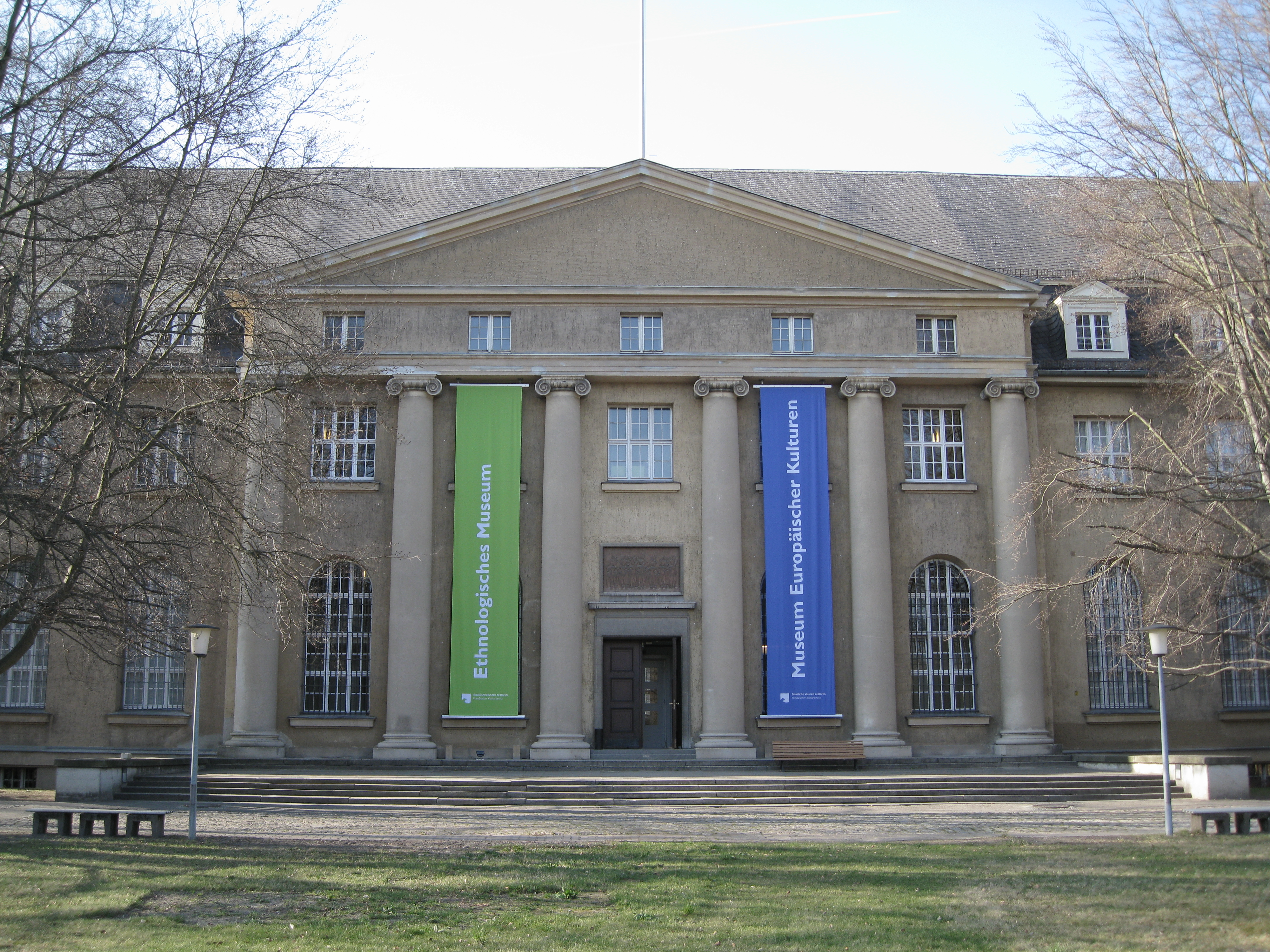
Bruno-Paul-Bau in Berlin-Dahlem, 2012

Aufgrund des immer größer werdenden Platzmangels und der überfüllten Vitrinen begann aber das Nachdenken darüber, die Sammlung in eine Schausammlung und Arbeitssammlung zu trennen. 1906 wurde auf dem Gelände der Domäne Dahlem ein Schuppen errichtet, der einen Teil der Sammlung aufnahm. Für die endgültige Lösung des Raumproblems sollte am projektierten Wissenschafts-Standort Dahlem ein großer Museumskomplex entstehen, der aus vier Neubauten für die vier Erdteile Asien, Afrika, Ozeanien und Amerika bestehen sollte. Der Architekt Bruno Paul begann 1914 mit dem Bau des Gebäudes für die asiatische Sammlung, die Arbeiten wurden jedoch aufgrund des Ersten Weltkriegs eingestellt. 1921 wurde der Bau dann endlich fertiggestellt, für die weiteren Gebäude fehlten aber die finanziellen Mittel. Der Bruno-Paul-Bau wurde in der Folge als Magazin der Sammlung genutzt, was nach der durch die Phase der großen Sammlungsexpeditionen – die mit Beginn des Ersten Weltkriegs endete – in den Grundzügen bereits auf die heutige Breite und Größe gewachsene Sammlung auch dringend nötig war.
Im Museumsgebäude in der Innenstadt wurde ab 1926 eine Schausammlung eingerichtet, die extra für ein allgemeines Publikum konzipiert war. Karten und Texte sollten dem Publikum nun vermehrt Kenntnisse über die außereuropäischen Kulturen vermitteln. Diese Entwicklung beruhte auch auf einem Wandel des Verständnisses der Ethnologie selber. Adolf Bastian verstand die Sammlung als Mittel, die Universalgeschichte des Menschen komparativ darzustellen und ließ dabei europäische Einflüsse außen vor. In den 1920er Jahren veränderte sich jedoch die Wahrnehmung dahingehend, dass Kulturen als dynamisch betrachtet wurden. Der ständige Wandel, in dem sie sich befanden, sollte sich nun auch in der musealen Präsentation niederschlagen. Die ausgestellten Objekte wurden von ihrem Belegzweck für die Entwicklung des Menschen gelöst und selbst in den Mittelpunkt gerückt und in ihren eigenen jeweiligen Kontext ihrer Kultur und ihres Gebrauchs gesetzt. Diese Entwicklungen wurden dennoch nicht in ihrer vollen Stärke in der Sammlungspräsentation berücksichtigt, da diese von 1926 bis zum Ausbruch des Zweiten Weltkrieges kaum verändert wurde.

### Nationalsozialismus und Zweiter Weltkrieg
Das Museum für Völkerkunde diente sich in der Zeit des Nationalsozialismus in seiner Präsentation der Sammlung im Gegensatz zu etwa dem Museum für deutsche Volkskunde nicht der herrschenden Ideologie an, sie wurde fast unverändert beibehalten. 1935 wurde nach der Selbstständigkeit des Museums für deutsche Volkskunde im Museum für Völkerkunde unter der Leitung des Afrikanisten Hermann Baumann eine eigene Sammlung für eurasische Objekte gegründet, womit eine Trennung der europäischen Ethnografika vollzogen wurde. Die Abteilung Eurasien setzte einen Schwerpunkt auf ländlich-bäuerliche Kulturen Ost- und Südosteuropas und stand damit im Einklang mit der nationalsozialistischen Suche nach „Lebensraum im Osten“. Dies hatte keine wissenschaftliche Begründung, sondern war eine kalkulierte politische Entscheidung.
Bis zum Beginn des Zweiten Weltkriegs war die Sammlung der Öffentlichkeit zugänglich. Dann wurde sie zusammen mit den magazinierten Beständen an verschiedenen Orten innerhalb und außerhalb Berlins eingelagert, um sie vor Schäden und Verlusten infolge des Kriegs zu schützen. Nach Kriegsende wurden die Sammlungen von den Siegermächten beschlagnahmt. Die westlichen Alliierten gaben sie in den 1950er Jahren an Berlin zurück, während die sowjetische Trophäen-Kommission sie als Kriegsbeute nach Leningrad verbrachte.

### Während der Teilung

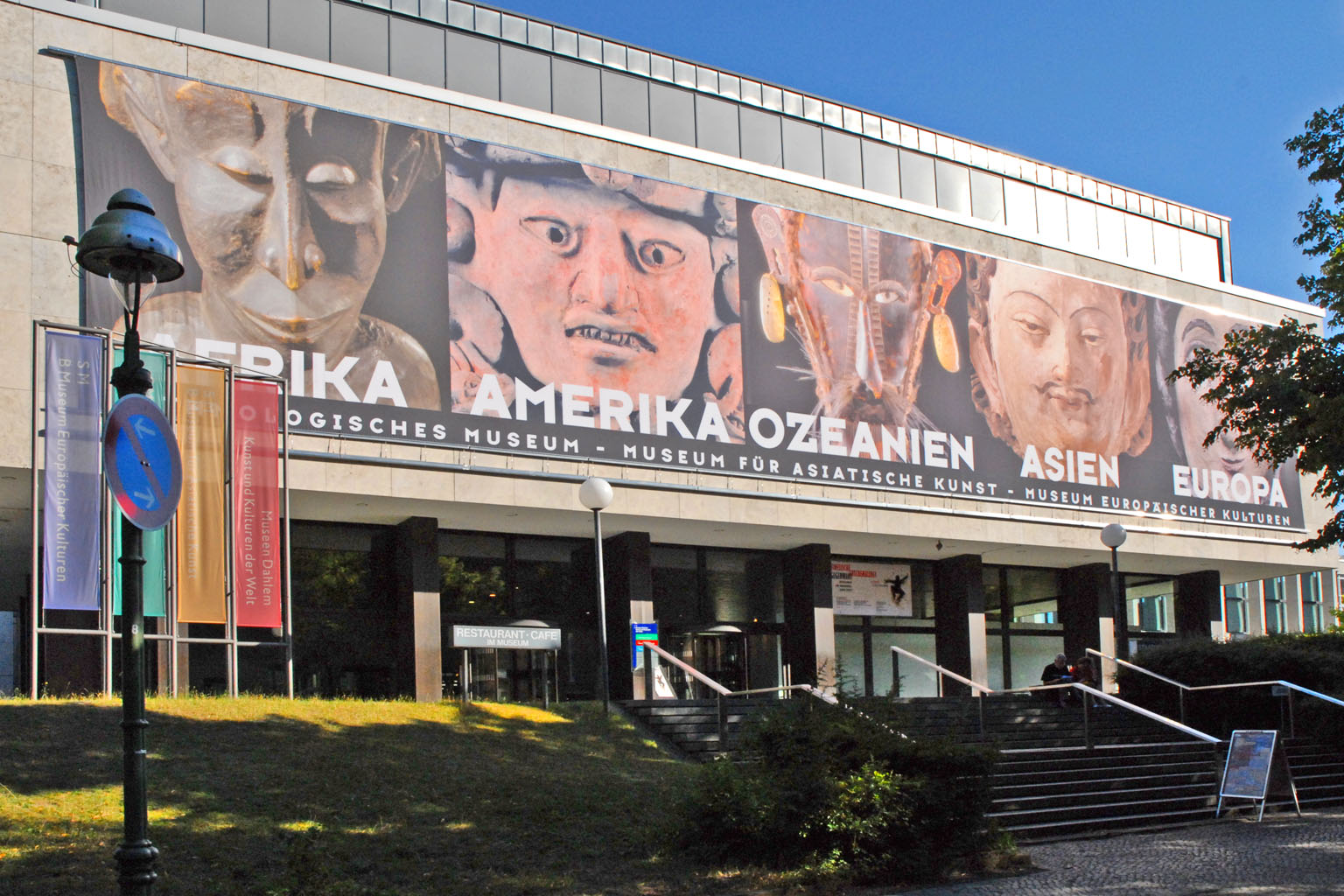
Museumszentrum in Berlin-Dahlem, 2008

Im Dahlemer Altbau wurde 1946 die erste Sonderausstellung nach dem Krieg gezeigt. Bis in die 1950er Jahre folgten die regionalen Abteilungen, nachdem viele Objekte wieder zurückgeführt worden waren. Die westlichen Siegermächte gaben die von ihnen beschlagnahmten Sammlungsteile in den 1950er Jahren an die Stadt Berlin zurück. Die Sowjetunion übergab der DDR von 1977 bis 1979 45.000 Objekte, die aus der Sammlung des Museums für Völkerkunde stammten. Die DDR-Regierung ließ sie im Museum für Völkerkunde zu Leipzig einlagern. Die Deutsche Teilung führte in vielen Fällen zur Entstehung von Parallelmuseen im Ost- und Westteil Berlins. Dies geschah jedoch nicht im Fall des Museums für Völkerkunde, das in Ost-Berlin keine Entsprechung fand.
Das alte Museumsgebäude in der Innenstadt war im Krieg beschädigt worden. Obwohl dort noch am 21. Mai 1955 in provisorisch hergerichteten Räumen die Wiedereröffnung gefeiert werden konnte, wurde es im Jahr 1961 abgerissen. Ab 1964 ließ die 1957 gegründete Stiftung Preußischer Kulturbesitz auf dem Gelände in Dahlem einen großen Museumskomplex errichten, in dem neben der ethnologischen Sammlung, die im Neubau gezeigt wurde, auch die in West-Berlin verbliebenen Sammlungsbestände europäischer Gemälde und Skulpturen im Altbau gezeigt wurden. Diese Nutzung führte jedoch dazu, dass die ethnologische Sammlung nur eingeschränkt gezeigt werden konnte.
Das Museum für Völkerkunde nahm auch die eigene Sammeltätigkeit wieder auf. Diese hatte meist einen thematischen Schwerpunkt, das wahllose Sammeln zur Dokumentation von als homogen angesehenen Völkern war wissenschaftlich nicht mehr der Stand der Dinge. Dennoch wurden nur Objekte gesammelt, die traditionell waren und nicht europäischen Einflüssen ausgesetzt waren, womit die Wissenschaftler immer noch in der Tradition Bastians standen. Die neueren Entwicklungen in diesen Kulturen blieben unberücksichtigt. Auch in den 1970er Jahren umkonzipierten Schausammlungen wurden die Ausstellungsstücke zwar in ihren sozialen und kulturellen Kontext eingeordnet, aber ohne jeglichen Bezug zur Gegenwart präsentiert, womit das Museum sich nicht auf dem Stand der Ethnologie als Universitätsdisziplin befand.

### Nach der Wiedervereinigung
Nach der deutschen Wiedervereinigung konnte die bis dahin auf die Bundesrepublik und die DDR verteilte Sammlung wieder zusammengeführt werden. Damit weist die ethnologische Sammlung annähernd wieder ihre herausragende Qualität auf, die sie vor dem Krieg hatte, wobei jedoch weiterhin der Verbleib von 25.000 Objekten nicht geklärt ist und angenommen wird, dass zumindest einige von ihnen noch immer als Beutekunst in russischen Geheimdepots lagern. Da die europäischen Kunstsammlungen seit den 1990er Jahren aus dem Museumskomplex Dahlem zum Kulturforum Tiergarten bzw. wieder auf die Museumsinsel verlegt wurden, wurden Um- und Ausbaupläne für das Museumsgebäude entwickelt, die letztendlich auch zu veränderten Ausstellungskonzepten der ethnologischen Sammlungen führten. Infolge des Wegzugs der europäischen Sammlungen verlor die Bevölkerung zunehmend das Interesse an den in Dahlem verbliebenen Museen, so dass das Ethnologische Museum einen dramatischen Rückgang der Besucherzahlen verzeichnen musste. Das Museum für deutsche Volkskunde wurde 1999 in der Folge mit den europäischen Teilen des Ethnologischen Museums vereinigt und bildete von nun an das Museum Europäischer Kulturen. Ebenfalls in diesem Jahr wurden die neuen Ausstellungen für Afrika und Nordamerika eröffnet. Im Jahr 2000 folgte dann auch die Umbenennung des Museums für Völkerkunde in Ethnologisches Museum. Diese Maßnahmen führten aber nicht wie erhofft zu steigender Attraktivität für Besucher.

### Neuer Standort im Humboldt Forum
Gemäß einer Empfehlung der Internationalen Expertenkommission Historische Mitte Berlin und einem Beschluss des Deutschen Bundestags wurde in den Jahren 2012–2020 auf dem Schloßplatz unter dem Namen Humboldt Forum eine Rekonstruktion der Barockfassaden des Berliner Schlosses in Verbindung mit einer Nutzung als Museum der Weltkulturen realisiert. Nach der Schließung des Museumszentrums Berlin-Dahlem für den Publikumsverkehr am 8. Januar 2017 erfolgte der Umzug der für die Ausstellung im Humboldt Forum bestimmten Objekte nach Berlin-Mitte. 

### Forschungscampus Dahlem und Zentraldepot
Die restlichen Sammlungsbestände des Museums bleiben weiterhin am Standort in Dahlem, wo sie innerhalb des von der Stiftung Preußischer Kulturbesitz entwickelten Forschungscampus Dahlem von internationalen Wissenschaftlern auch zukünftig erforscht werden. 
In der Anfangsphase der Planungen für das Humboldt Forum ging der damalige Präsident der Stiftung Preußischer Kulturbesitz, Klaus-Dieter Lehmann, noch von einem vollständigen Umzug des Ethnologischen Museums auf den Schlossplatz aus. Da sich dieser Standort jedoch als zu teuer für reine Depotflächen erwies, wurden die umfangreichen Sammlungen des Museums in die Planungen für ein neues zentrales Depot der Stiftung in Berlin-Friedrichshagen einbezogen. Das Museum für Asiatische Kunst konnte hingegen erreichen, dass seine Objekte vollständig im Humboldt Forum untergebracht werden.
Angesichts des maroden Zustands der Magazingebäude in Dahlem war vorgesehen, große Teile der Sammlung bereits vor der Eröffnung des Humboldt Forums nach Friedrichshagen zu verlagern. Dies hätte eine Aufteilung des Personals auf drei weit voneinander entfernte Standorte bedeutet. Um dies zu vermeiden, schlug die damalige Direktorin Viola König im Jahr 2016 dem damaligen Präsidenten Hermann Parzinger vor, den Standort Dahlem nicht aufzugeben, sondern zu einem Forschungscampus weiterzuentwickeln. Der Vorschlag wurde angenommen und umgesetzt.
Die Wiedereröffnung des Ethnologischen Museums als Teil des Humboldt Forums im Berliner Schloss fand unter Beteiligung von Bundespräsident Frank-Walter Steinmeier am 22. September 2021 statt. Während des Festaktes der Eröffnung erinnerte Steinmeier daran, dass Deutsche als Kolonialherren Menschen unterdrückt, ausgebeutet, beraubt und umgebracht hätten.
In der Süddeutschen Zeitung kritisierte Jörg Häntzschel die angesichts langjähriger Debatten über die Provenienz vieler Objekte unzureichende Darstellung des kolonialen Kontexts der Sammlungen. Als Beispiel nannte er die Beschreibung, Ausstellungsstücke seien „durch Kauf, Tausch, Schenkung und Gewalt“ in deutsche Hände gekommen und kommt zu dem Urteil, „man tut alles, um das Wort ‚Raub‘ zu vermeiden“.
Ende August 2022 gab die Stiftung Preußischer Kulturbesitz bekannt, dass sie mit der National Commission for Museums and Monuments (NCMM) in Nigeria einen Vertrag über die Eigentumsübertragung der Benin-Objekte aus der Sammlung des Ethnologischen Museums Berlin geschlossen habe. Damit seien die 512 Werke „wieder nigerianisches Eigentum“. Erste Objekte sollen noch 2022 zurückgeführt werden, wobei etwa ein Drittel der Werke für zunächst zehn Jahre als Leihgabe Nigerias in Berlin verbleiben und im historischen Kontext im Humboldt Forum ausgestellt werden soll.

## Sammlung

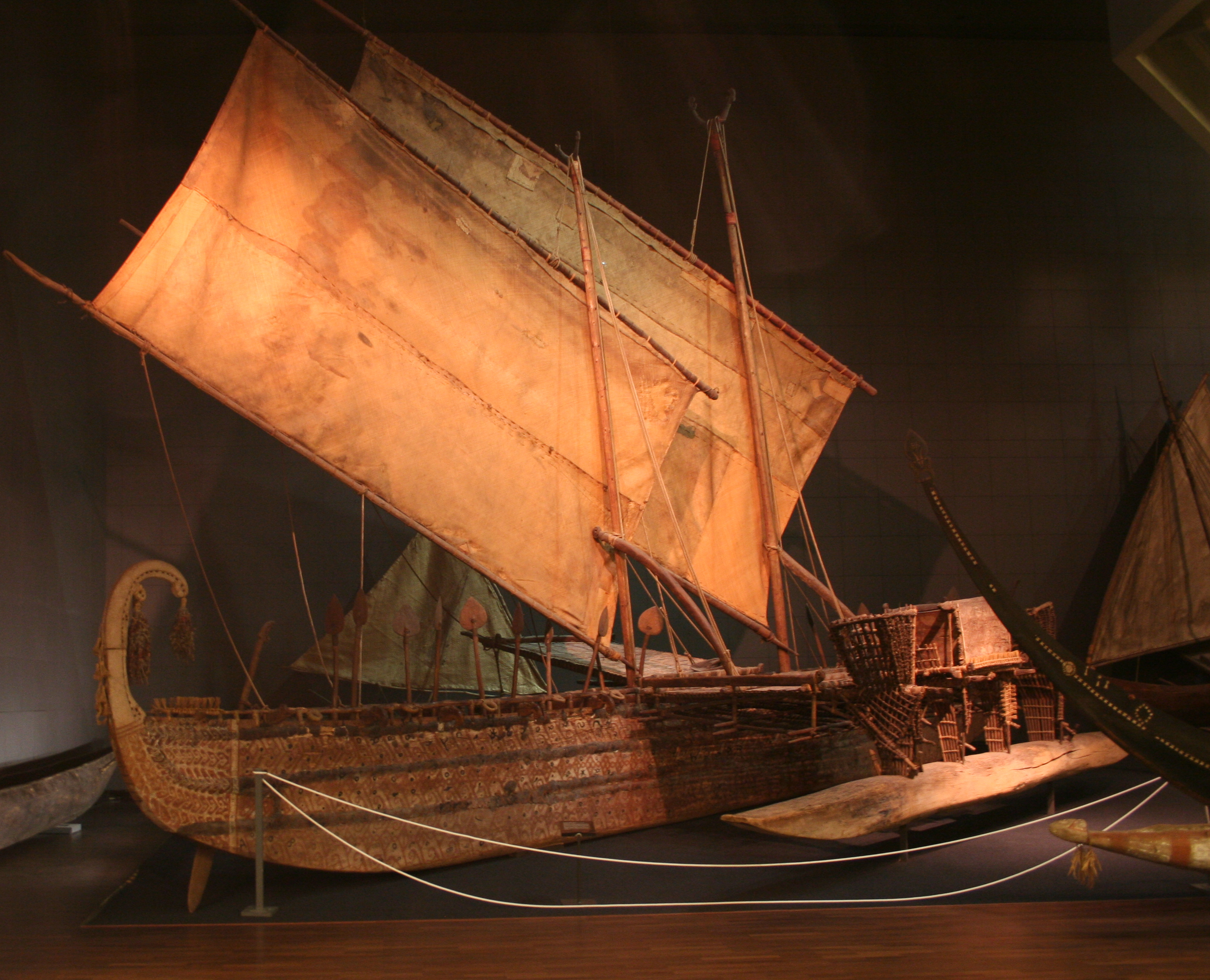
Luf-Boot im Ethnologischen Museum

Die Sammlung des Ethnologischen Museums umfasst gegenwärtig insgesamt 508.000 Ethnografika und archäologische Objekte. Hinzu kommen 285.000 ethnografische Fotodokumente, 200.000 Seiten Schriftdokumente, 140.000 musikethnografische Tondokumente, 20.000 ethnografische Filme und 50.000 Meter ungeschnittenes Filmmaterial. Ethnogeographisch gegliedert ist das Museum in die Themenbereiche Mesoamerika, Andenraum, Nordamerika, Südsee und Australien, Afrika und Ost- und Nordasien. Hinzu kommt die Abteilung für Musikethnologie. Damit gehört das Ethnologische Museum Berlin zu den größten ethnologischen Museen der Welt und besitzt die umfangreichste Sammlung dieser Art in Europa.
Die Sammlung beherbergt ganze Häuser, die damals auf Entdeckungsreisen durch kaiserliche Erforscher von den neuen Kolonien mitgebracht wurden, sowie Schiffe und Boote. Ein Höhepunkt ist ein komplettes Auslegerboot von der Insel Luf im Pazifik.
Das Ethnologische Museum zeigt dauerhaft Ausstellungen zur Archäologie Amerikas, den Indianern Nordamerikas, der Südsee, Ostasiens und Afrikas. Es verfügt über ein Juniormuseum, das sich speziell an Kinder wendet. Ferner ist das Ethnologische Museum in Berlin das einzige Völkerkundemuseum in Deutschland, das über eine musikethnologische Abteilung verfügt. Zu dieser gehört das Berliner Phonogramm-Archiv. Die Bibliothek des Museums ist eine wissenschaftliche Spezialbibliothek zu allen Bereichen der Ethnologie.
Auch im Ethnologischen Museum Berlin wurden aus erhaltungstechnischen Gründen viele Objekte der Sammlung aus organischem Material wie Holz, Raphia oder Federn mit Hilfe von Chemikalien behandelt. Viele dieser Objekte sind daraufhin kontaminiert und für den Umgang mit Menschen lebensgefährlich.

Höhepunkte der Sammlung
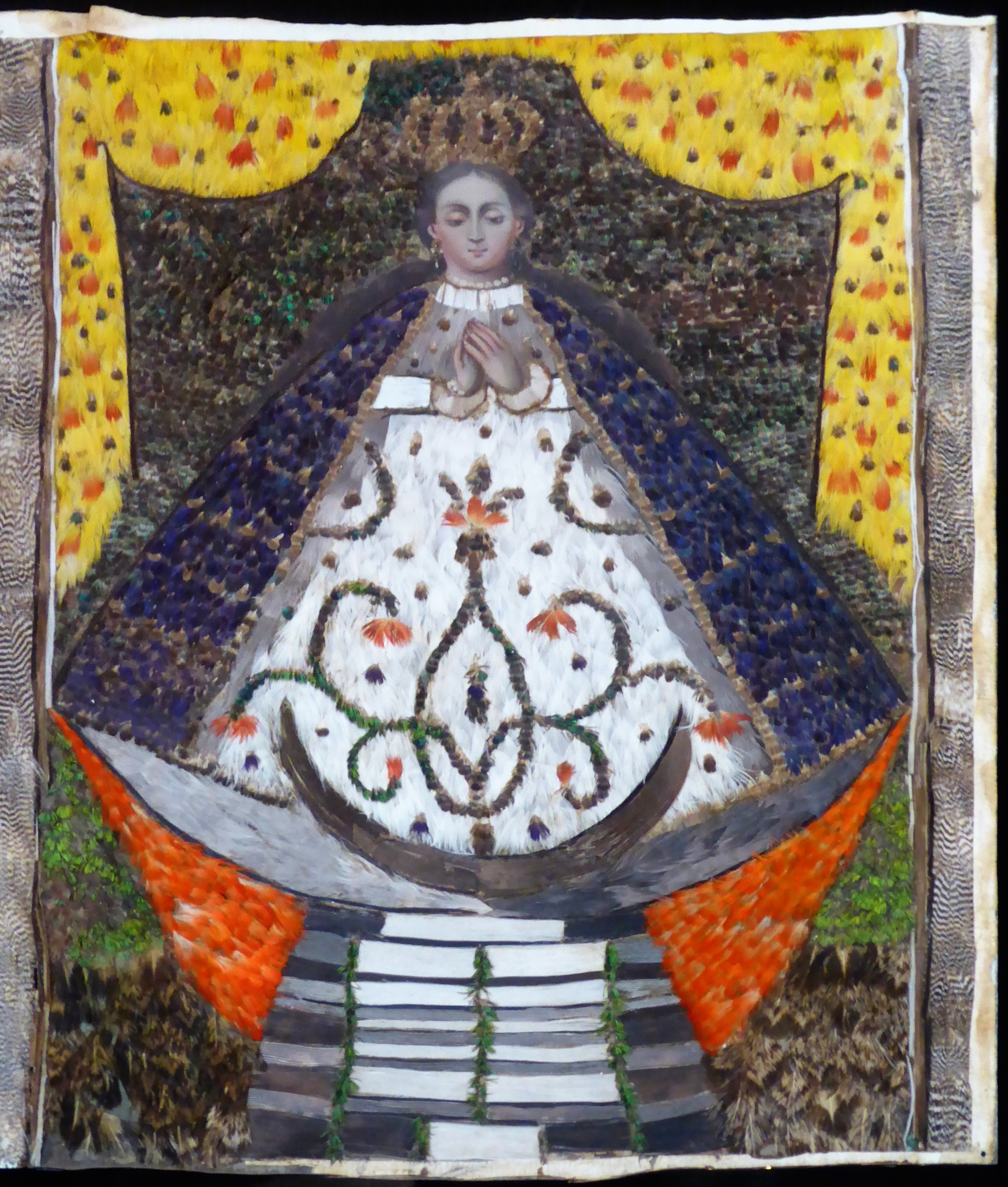
Federmadonna, Mexiko, spätes 18. Jahrhundert
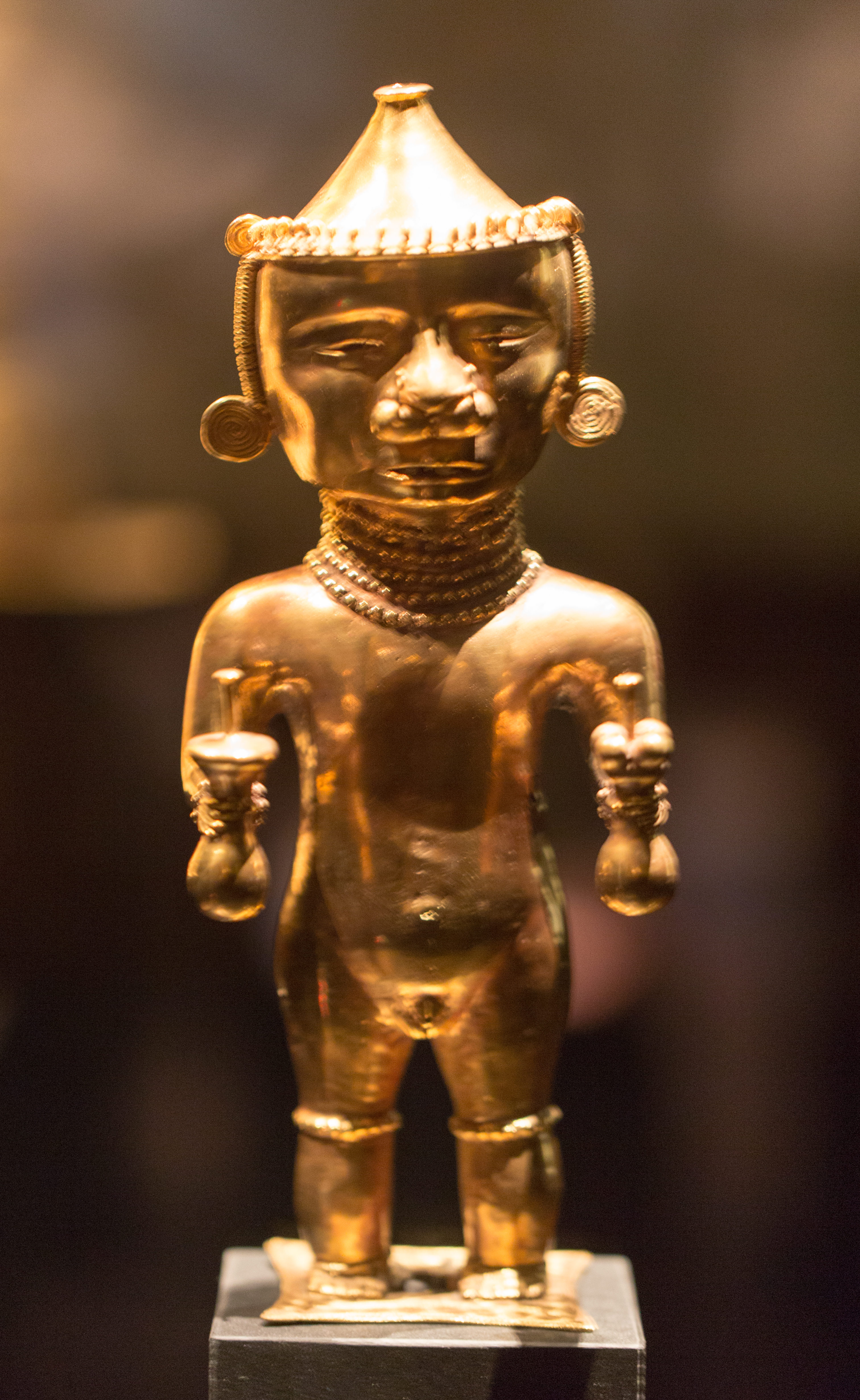
Kazike der Quimbaya, Kolumbien, 500–700 n. Chr.
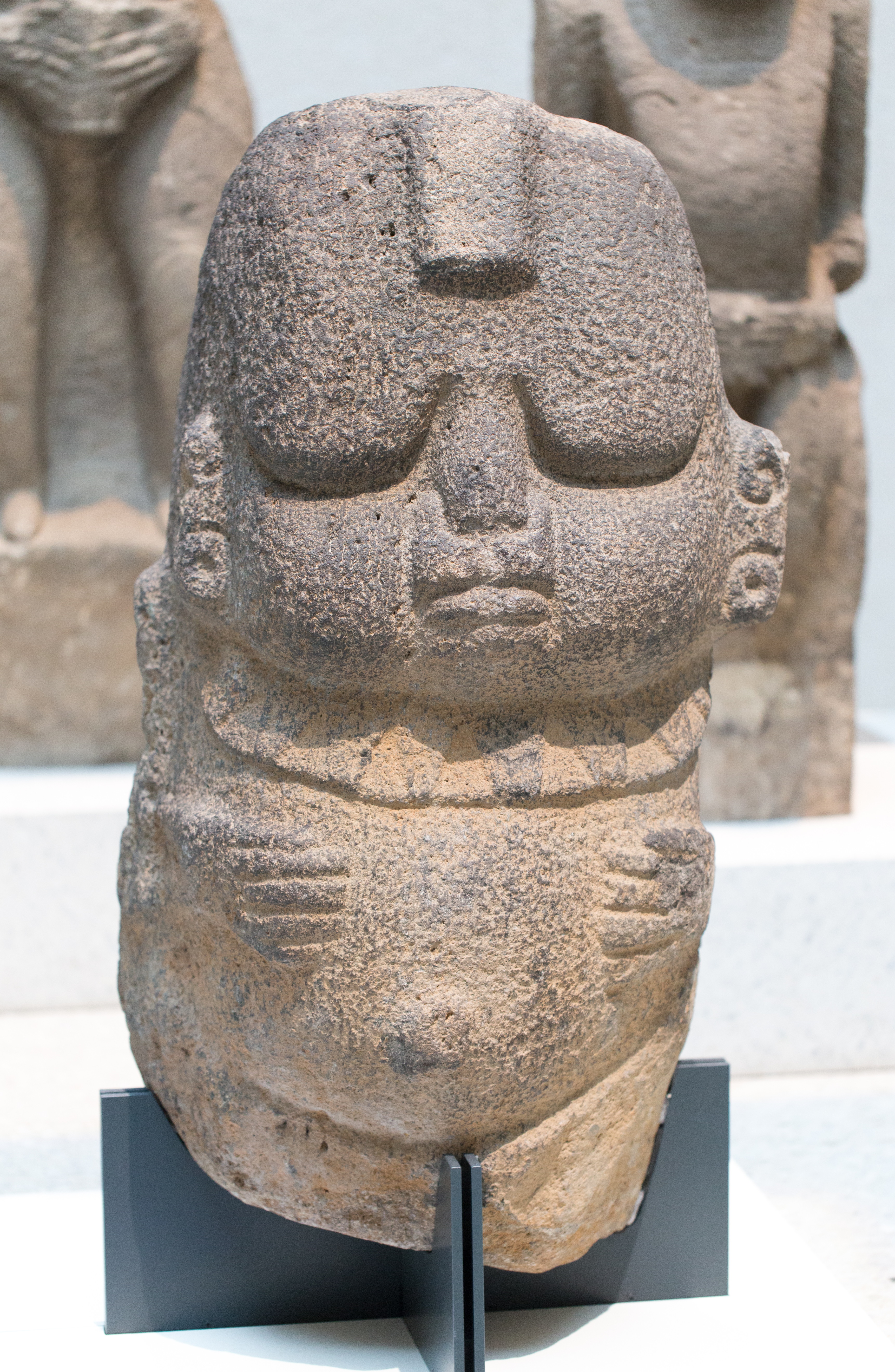
Steinskulptur Barrigón, Guatemala, 500–300 v. Chr.
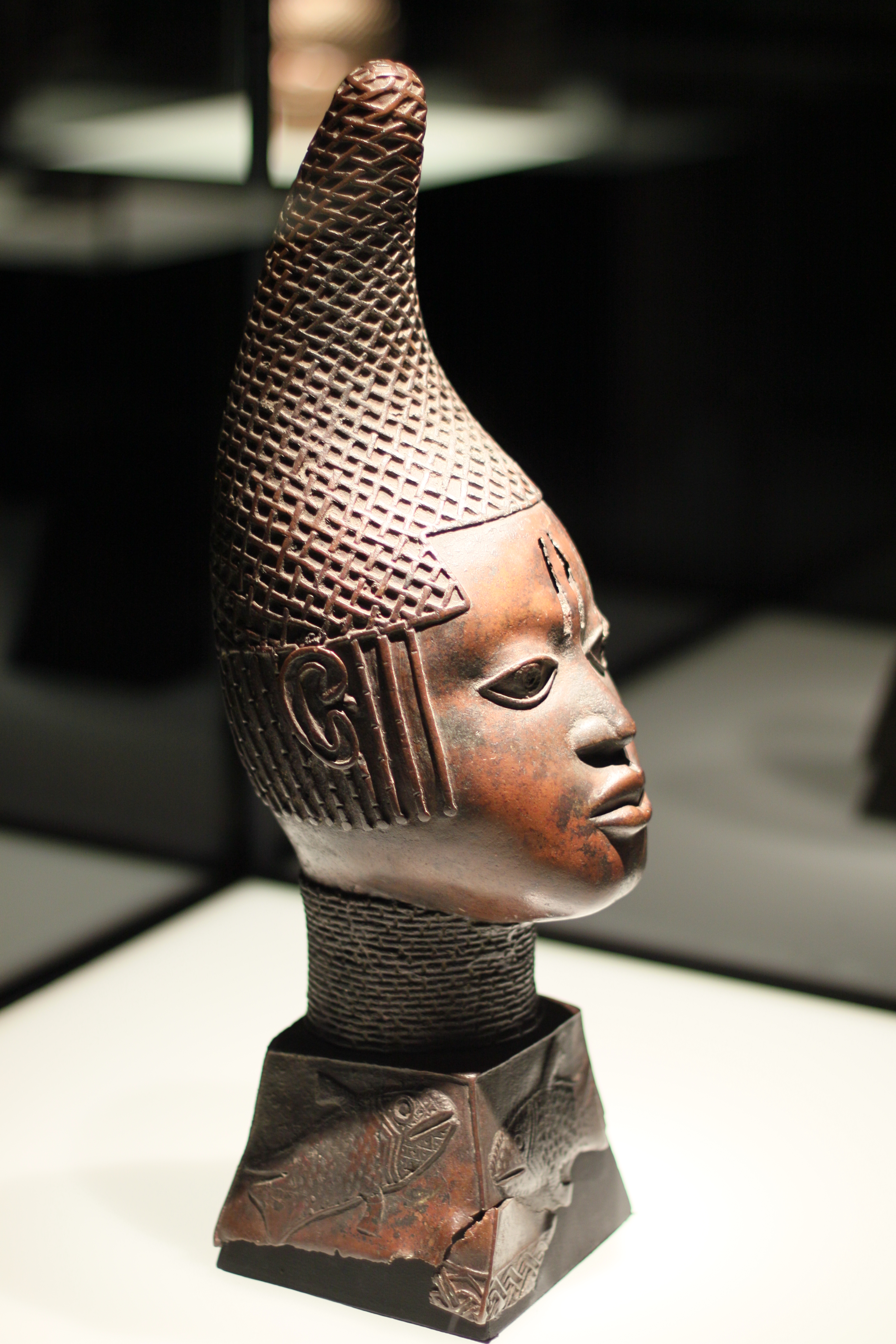
Königinmutter Idia, Königreich Benin, frühes 16. Jahrhundert
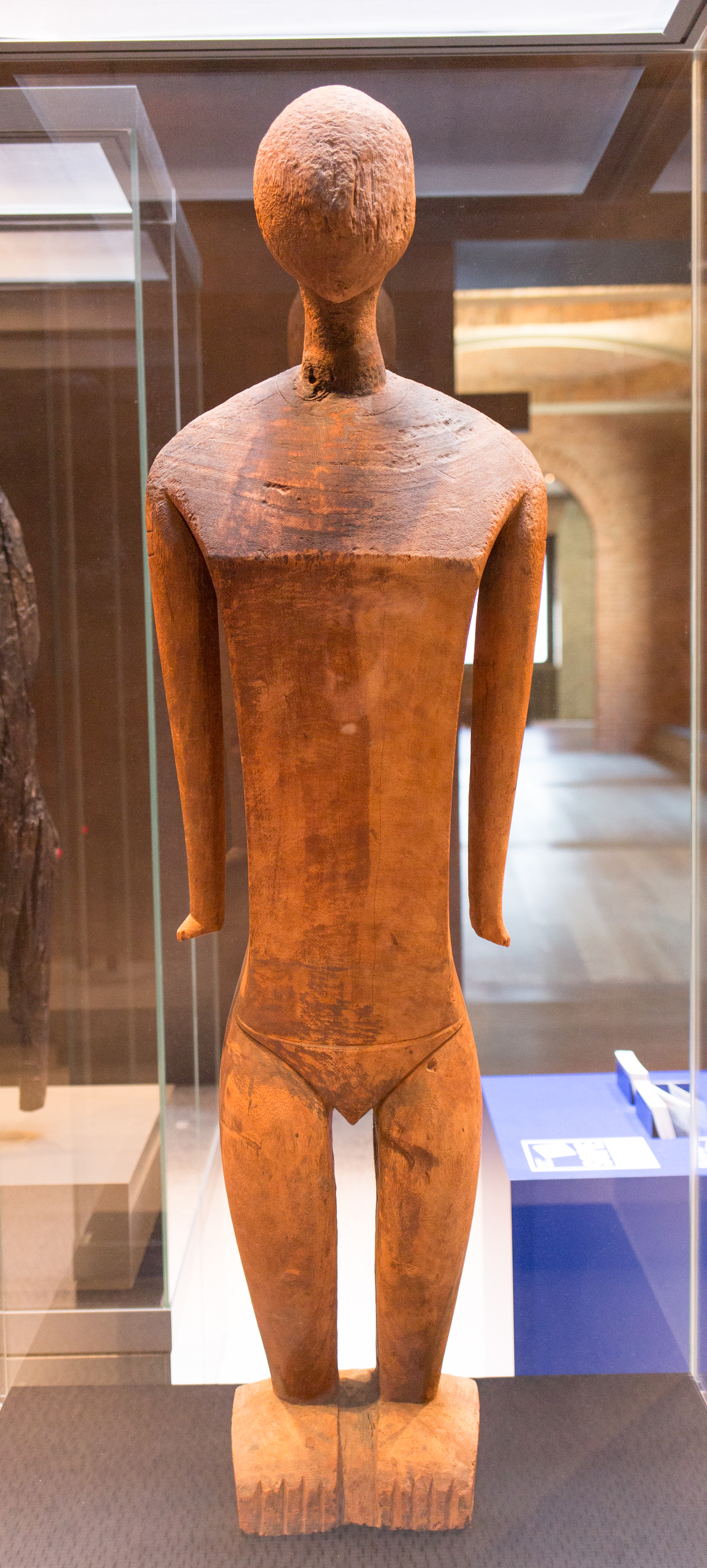
Gottheit Sope, Mikronesien, vor 1877
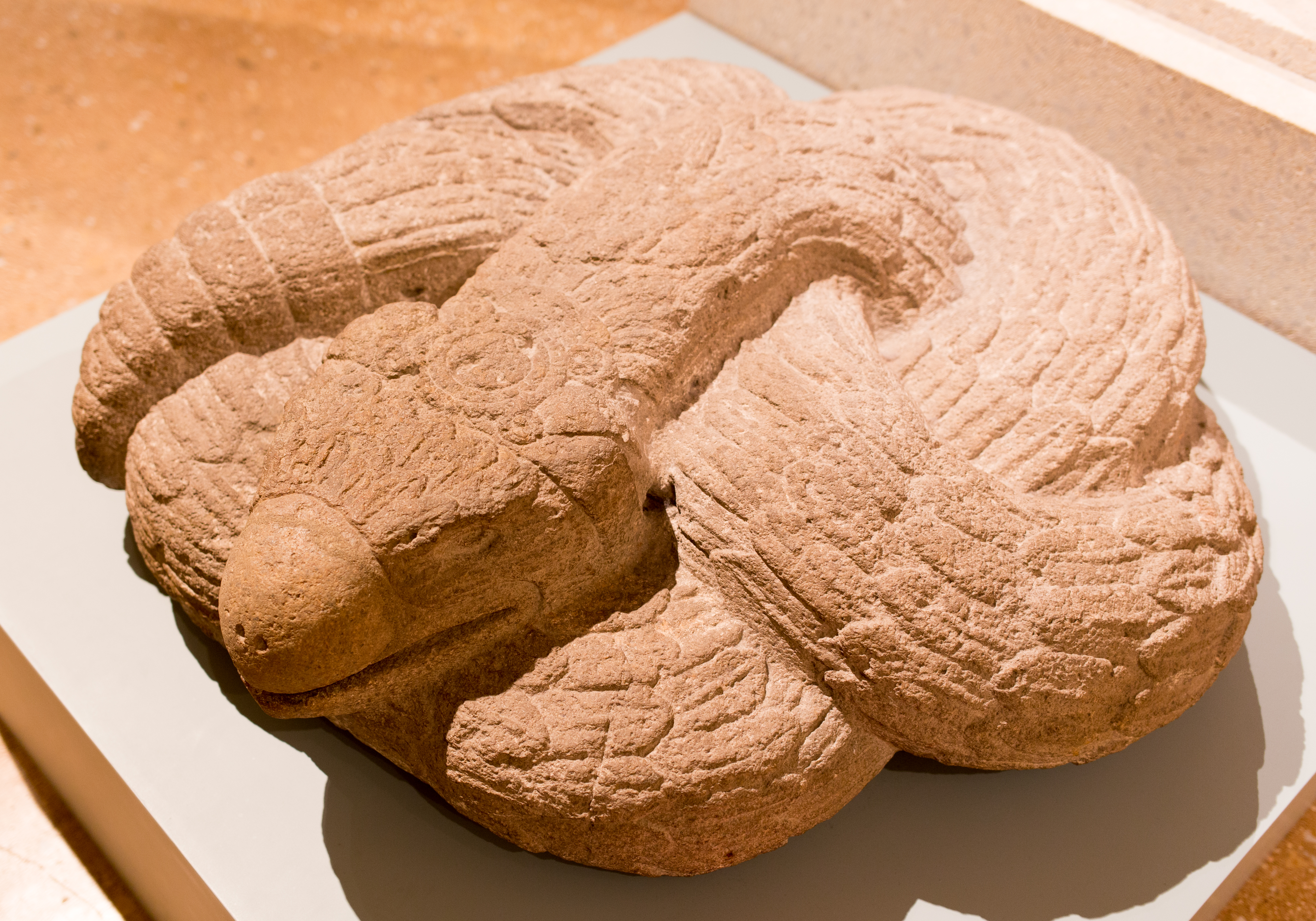
Adlerschlange der Azteken, Mexiko, 1350–1521

## Direktoren
- Leopold von Ledebur (1829–1873; Ethnographische Sammlung)
- Adolf Bastian (1873–1904)
- Felix von Luschan (1904–1910; Afrikanische und Ozeanische Abteilung)
- Albert Grünwedel (1904–1921; Indische Abteilung)
- Eduard Seler (1904–1922; Amerikanische Abteilung)
- F. W. K. Müller (1906–1928; Ostasiatische Abteilung)
- Carl Schuchhardt (1908–1925; Vorgeschichtliche Abteilung)
- Bernhard Ankermann (1921–1924; Afrikanische und Ozeanische Sammlung)
- Konrad Theodor Preuss (1921–1934; Amerikanische Abteilung)
- Albert von Le Coq (1923–1925; Indische Abteilung)
- Walter Lehmann (1927–1934; Abteilung der Afrikanischen, Ozeanischen und Amerikanischen Sammlung)
- Otto Kümmel (1933–1945)
- Walter Krickeberg (1945–1954)
- Hans-Dietrich Disselhoff (1954–1970)
- Kurt Krieger (1970–1985)
- Klaus Helfrich (1985–2001)
- Viola König (2001–2017)
- Lars-Christian Koch (seit 2017)[24]